# David Dudley-Field
David Dudley-Field (Haddam, 13 febbraio 1805 – New York, 13 aprile 1894) è stato un avvocato statunitense.
Avvocato civilista, diede un contributo fondamentale alla riforma delle procedure del diritto civile negli Stati Uniti.

## La vita
Field è nato ad Haddam, Connecticut. Era il più grande di otto figli e due figlie del reverendo David Dudley-Field I, un ministro della Congregazione e storico locale.